# Acyduria glutarowa typu II
Acyduria glutarowa typu II – choroba metaboliczna związana z zaburzeniem metabolizmu tłuszczów.
W przeciwieństwie do acydurii glutarowej typu I, będącej zaburzeniem metabolizmu aminokwasu lizyny, typ II acydurii glutarowej związany jest z zaburzeniami beta-oksydacji (procesu utleniania kwasów tłuszczowych). Proces ten wymaga obecności flawoproteiny mającej za zadanie transport elektronów bądź też dehydrogenazy utleniającej tę flawoproteinę. Tak czy inaczej niedobór wymienionych cząsteczek zaburza proces dehydrogenacji reszty acylowej związanej z koenzymem A.
Choroba ta przebiega ze zwiększenia stężenia kwasu glutarowego w surowicy i moczu. Prócz niego w moczu występuje w podwyższonym stężeniu kwas 2-hydroksyglutarowy.
Acyduria glutarowa typu II może mieć różny przebieg. W okresie noworodkowym obserwuje się ciężkie zmniejszenie stężenia glukozy w surowicy, obniżenie jej pH oraz zespół wad wrodzonych. U starszych dzieci pojawiają się hipoglikemie napadowe na czczo bądź też objawy przywodzące na myśl zespół Reye'a.